# In Every Direction
In Every Direction är en EP-skiva av indiebandet Junip, utgiven 22 februari 2011.

## Låtlista
1. "In Every Direction" – 3:09
2. "Pling" – 1:38
3. "White Rain" – 3:13
4. "Näckrosdammen" – 3:40
5. "In Every Direction (White Sea Remix)" - 3:20
6. "In Every Direction (Dale Earnhardt Jr. Jr. Remix" - 3:00